# Rock'n'Roll Eddie
Rock'n'Roll Eddie (originalment en polonès, Władcy przygód. Stąd do Oblivio) és una pel·lícula d'aventures polonesa del 2019 dirigida per Tomasz Szafrański. S'ha doblat i subtitulat al català.
La pel·lícula es va rodar a: Poznań, Rzeszów, Cracòvia, Bożków, Breslau, Białystok, Krynki, Marki, Milanówek i Varsòvia. El rodatge va durar de l'1 d'agost al 18 de novembre de 2017. L'1 d'octubre de 2019, la pel·lícula es va incorporar al catàleg de Netflix.

## Repartiment
- Maciej Makowski com a Eddie[4]
- Szymon Radzimierski com a Franek
- Weronika Kaczmarczyk com a Izka
- Mikołaj Grabowski com a Szaucer
- Alicja Dąbrowska com a Klaudia
- Łukasz Matecki com el jutge Krips/Ryszard
- Kamila Bujalska com a Viola
- Piotr Janusz com a Bonzo
- Piotr Kazmierczak com a Orian
- Lukasz Wojcik com a Gorgh
- Andrzej Grabowski com a alcalde de la ciutat
- Witold Szulc com a cap de seguretat de Pacyn
- Waldemar Szczepaniak com a cap adjunt de Seguretat